# National Basketball League (Nowa Zelandia)
National Basketball League (NBL) – profesjonalna liga koszykówki w Nowej Zelandii, reprezentująca najwyższą klasę rozgrywkową w tym kraju.
Przepisy ligi regulują liczbę obcokrajowców w składach. W każdym zespole może się znajdować maksymalnie dwóch zawodników zagranicznych oraz jeden naturalizowany, któremu przyznano nowozelandzkie obywatelstwo.

## Zespoły

### Aktualne
| Zespół                | Miasto                   | Hala                  | Barwy | Debiut | Trener              |
| --------------------- | ------------------------ | --------------------- | ----- | ------ | ------------------- |
| Canterbury Rams       | Christchurch, Canterbury | Cowles Stadium        |       | 1982   | Mark Dickel         |
| Hawke's Bay Hawks     | Napier, Hawke’s Bay      | Pettigrew Green Arena |       | 1983   | Kirstin Daly-Taylor |
| Nelson Giants         | Nelson                   | Saxton Stadium        |       | 1982   | Tim Fanning         |
| Southland Sharks      | Invercargill, Southland  | Stadium Southland     |       | 2010   | Judd Flavell        |
| Super City Rangers    | Waitakere, Auckland      | Trusts Stadium        |       | 1990   | Jeff Green          |
| Taranaki Mountainairs | New Plymouth, Taranaki   | TSB Stadium           |       | 1985   | Ross McMains        |
| Wellington Saints     | Wellington               | TSB Bank Arena        |       | 1983   | Kevin Braswell      |

### Niefunkcjonujące
- Auckland Pirates (1982–2009, 2011–2012)[1]
- Centrals (1982–1985)
- Harbour Heat (1986–2010, 2012)
- Hutt Valley Lakers (1990–1996)
- Manawatu Jets (1982, 1985–1987, 1989–2015)[2]
- Northland Suns (1995–1998)
- OceanaGold Nuggets (1990–2008, 2010–2014)[3][4]
- Ponsonby (1984–1988)
- Porirua (1982–1983)
- Waikato Pistons (1982, 1984–2011, 2013–2014)[5][6]
- Waitemata (1982–1983, 1988–1989)

## Finały
| Rok  | Mistrz             | Wynik     | Wicemistrz            |
| ---- | ------------------ | --------- | --------------------- |
| 1982 | Auckland           |           | Waitemata             |
| 1983 | Auckland           |           | Wellington Saints     |
| 1984 | Wellington Saints  |           | Auckland              |
| 1985 | Wellington Saints  | 114 – 111 | Auckland              |
| 1986 | Canterbury Rams    | 87 – 82   | Wellington Saints     |
| 1987 | Wellington Saints  |           | Canterbury Rams       |
| 1988 | Wellington Saints  | 81 – 78   | North Shore           |
| 1989 | Canterbury Rams    | 91 – 83   | Auckland              |
| 1990 | Canterbury Rams    | 76 – 73   | Nelson Giants         |
| 1991 | Hutt Valley Lakers |           | Wellington Saints     |
| 1992 | Canterbury Rams    | 79 – 71   | Palmerston North Jets |
| 1993 | Hutt Valley Lakers |           | Canterbury Rams       |
| 1994 | Nelson Giants      |           | Canterbury Rams       |
| 1995 | Auckland Stars     |           | Hawke's Bay Hawks     |
| 1996 | Auckland Stars     | 2 – 1     | Nelson Giants         |
| 1997 | Auckland Rebels    |           | Nelson Giants         |
| 1998 | Nelson Giants      | 81 – 73   | North Harbour Kings   |
| 1999 | Auckland Rebels    |           | Canterbury Rams       |
| 2000 | Auckland Rebels    | 95 – 78   | Nelson Giants         |
| 2001 | Waikato Titans     | 112 – 97  | Wellington Saints     |
| 2002 | Waikato Titans     | 85 – 83   | Nelson Giants         |
| 2003 | Wellington Saints  | 97 – 88   | Waikato Titans        |
| 2004 | Auckland Stars     | 80 – 68   | Nelson Giants         |
| 2005 | Auckland Stars     | 69 – 68   | Hawke's Bay Hawks     |
| 2006 | Hawke's Bay Hawks  | 84 – 69   | Auckland Stars        |
| 2007 | Nelson Giants      | 2 – 0     | Hawke's Bay Hawks     |
| 2008 | Waikato Pistons    | 2 – 0     | Wellington Saints     |
| 2009 | Waikato Pistons    | 2 – 0     | Nelson Giants         |
| 2010 | Wellington Saints  | 2 – 1     | Waikato Pistons       |
| 2011 | Wellington Saints  | 106 – 97  | Hawke's Bay Hawks     |
| 2012 | Auckland Pirates   | 89 – 83   | Wellington Saints     |
| 2013 | Southland Sharks   | 92 – 81   | Nelson Giants         |
| 2014 | Wellington Saints  | 85 – 69   | Hawke's Bay Hawks     |
| 2015 | Southland Sharks   | 72 – 68   | Wellington Saints     |

## Nagrody
| Rok  | Zawodnik           | Narodowość        | Zespół            |
| ---- | ------------------ | ----------------- | ----------------- |
| 2003 | David Cooper       | Australia         | Manawatu Jets     |
| 2004 | Adrian Majstrovich | Nowa Zelandia     | Hawke's Bay Hawks |
| 2005 | Lindsay Tait       | Nowa Zelandia     | Auckland Stars    |
| 2006 | Paora Winitana     | Nowa Zelandia     | Hawke's Bay Hawks |
| 2007 | Josh Pace          | Stany Zjednoczone | Nelson Giants     |
| 2008 | Jason Crowe        | Stany Zjednoczone | Waikato Pistons   |
| 2009 | Phill Jones        | Nowa Zelandia     | Nelson Giants     |
| 2010 | Lindsay Tait (2)   | Nowa Zelandia     | Wellington Saints |
| 2011 | Alex Pledger       | Nowa Zelandia     | Waikato Pistons   |
| 2012 | Nick Horvath       | Nowa Zelandia     | Manawatu Jets     |
| 2013 | Lindsay Tait (3)   | Nowa Zelandia     | Wellington Saints |
| 2014 | Corey Webster      | Nowa Zelandia     | Wellington Saints |
| 2015 | Torrey Craig       | Stany Zjednoczone | Wellington Saints |

|  | Oznacza zawodnika, który zdobył także MVP sezonu. |

| Rok  | Zawodnik         | Narodowość        | Zespół            |
| ---- | ---------------- | ----------------- | ----------------- |
| 2004 | Aaron Olson      | Nowa Zelandia     | Auckland Stars    |
| 2005 | Dillon Boucher   | Nowa Zelandia     | Auckland Stars    |
| 2006 | Paora Winitana   | Nowa Zelandia     | Hawke's Bay Hawks |
| 2007 | bd               | bd                | bd                |
| 2008 | Puke Lenden      | Nowa Zelandia     | Waikato Pistons   |
| 2009 | Justin Bailey    | Stany Zjednoczone | Waikato Pistons   |
| 2010 | Lindsay Tait     | Nowa Zelandia     | Wellington Saints |
| 2011 | Lindsay Tait (2) | Nowa Zelandia     | Wellington Saints |
| 2012 | Alex Pledger     | Nowa Zelandia     | Auckland Pirates  |
| 2013 | Leon Henry       | Nowa Zelandia     | Southland Sharks  |
| 2014 | Lindsay Tait (3) | Nowa Zelandia     | Wellington Saints |
| 2015 | Tai Wesley       | Guam              | Southland Sharks  |

|  | Oznacza zawodników, którzy zdobyli także MVP sezonu. |

| Rok  | Zawodnik           | Zespół                |
| ---- | ------------------ | --------------------- |
| 1984 | John Rademakers    | Canterbury Rams       |
| 1985 | bd                 | bd                    |
| 1986 | bd                 | bd                    |
| 1987 | bd                 | bd                    |
| 1988 | bd                 | bd                    |
| 1989 | bd                 | bd                    |
| 1990 | bd                 | bd                    |
| 1991 | Byron Vaetoe       | New Plymouth Bulls    |
| 1992 | Neil Stephens      | Wellington Saints     |
| 1993 | Pero Cameron       | Waikato Warriors      |
| 1994 | Pero Cameron (2)   | Auckland Stars        |
| 1995 | Pero Cameron (3)   | Auckland Stars        |
| 1996 | Phill Jones        | Nelson Giants         |
| 1997 | Pero Cameron (4)   | Auckland Rebels       |
| 1998 | Phill Jones (2)    | Nelson Giants         |
| 1999 | Pero Cameron (5)   | Auckland Rebels       |
| 2000 | Tony Rampton       | Nelson Giants         |
| 2001 | Phill Jones (3)    | Nelson Giants         |
| 2002 | Terrence Lewis     | Canterbury Rams       |
| 2003 | Dillon Boucher     | Waikato Titans        |
| 2004 | Adrian Majstrovich | Hawke's Bay Hawks     |
| 2005 | Lindsay Tait       | Auckland Stars        |
| 2006 | Casey Frank        | Auckland Stars        |
| 2007 | Link Abrams        | Taranaki Mountainairs |
| 2007 | Paora Winitana     | Hawke's Bay Hawks     |
| 2008 | Casey Frank (2)    | Auckland Stars        |
| 2009 | Phill Jones (4)    | Nelson Giants         |
| 2010 | Thomas Abercrombie | Waikato Pistons       |
| 2011 | Alex Pledger       | Waikato Pistons       |
| 2012 | Nick Horvath       | Manawatu Jets         |
| 2013 | Lindsay Tait (2)   | Wellington Saints     |
| 2014 | Corey Webster      | Wellington Saints     |
| 2015 | Lindsay Tait (3)   | Wellington Saints     |

| Rok  | Zawodnik          | Narodowość        | Zespół                |
| ---- | ----------------- | ----------------- | --------------------- |
| 1982 | Brent Wright      | Nowa Zelandia     | Nelson Giants         |
| 1983 | Kenny McFadden    | Stany Zjednoczone | Wellington Saints     |
| 1984 | Kenny McFadden    | Stany Zjednoczone | Wellington Saints     |
| 1985 | Tyrone Brown      | Stany Zjednoczone | Palmerston North Jets |
| 1986 | Clyde Huntley     | Stany Zjednoczone | Canterbury Rams       |
| 1987 | Tony Webster      | Stany Zjednoczone | North Shore           |
| 1988 | John Welch        | Stany Zjednoczone | Waitemata             |
| 1989 | Jamie Dixon       | Stany Zjednoczone | Hawke's Bay Hawks     |
| 1990 | Jamie Dixon       | Stany Zjednoczone | Hawke's Bay Hawks     |
| 1991 | Eddie Anderson    | Stany Zjednoczone | Canterbury Rams       |
| 1992 | Tyrone Brown (2)  | Stany Zjednoczone | Palmerston North Jets |
| 1993 | Terry Giles       | Stany Zjednoczone | Hawke's Bay Hawks     |
| 1994 | Leonard King      | Stany Zjednoczone | Otago Nuggets         |
| 1995 | Dylan Rigdon      | Stany Zjednoczone | Palmerston North Jets |
| 1996 | Tony Bennett      | Stany Zjednoczone | North Harbour Vikings |
| 1997 | Tony Bennett      | Stany Zjednoczone | North Harbour Vikings |
| 1998 | Phill Jones       | Nowa Zelandia     | Nelson Giants         |
| 1999 | Terrence Lewis    | Stany Zjednoczone | Wellington Saints     |
| 2000 | Tony Brown        | Nowa Zelandia     | Waikato Warriors      |
| 2001 | Phill Jones (2)   | Nowa Zelandia     | Nelson Giants         |
| 2002 | Terrence Lewis(2) | Nowa Zelandia     | Canterbury Rams       |
| 2003 | Lindsay Tait      | Nowa Zelandia     | Auckland Stars        |
| 2004 | Lindsay Tait (2)  | Nowa Zelandia     | Auckland Stars        |
| 2005 | Lindsay Tait (3)  | Nowa Zelandia     | Auckland Stars        |
| 2006 | Paora Winitana    | Nowa Zelandia     | Hawke's Bay Hawks     |
| 2007 | Josh Pace         | Stany Zjednoczone | Nelson Giants         |
| 2008 | Jason Crowe       | Stany Zjednoczone | Waikato Pistons       |
| 2009 | Mike Efevberha    | Stany Zjednoczone | Wellington Saints     |
| 2010 | Lindsay Tait (4)  | Nowa Zelandia     | Wellington Saints     |
| 2011 | Lindsay Tait (5)  | Nowa Zelandia     | Wellington Saints     |
| 2012 | Lindsay Tait (6)  | Nowa Zelandia     | Auckland Pirates      |
| 2013 | Lindsay Tait (7)  | Nowa Zelandia     | Wellington Saints     |
| 2014 | Corey Webster     | Nowa Zelandia     | Wellington Saints     |
| 2015 | Torrey Craig      | Stany Zjednoczone | Wellington Saints     |

|  | Oznacza zawodnika, który zdobył także tytuł Obrońcy Roku. |

| Rok  | Zawodnik         | Zespół              |
| ---- | ---------------- | ------------------- |
| 1985 | Tony Smith       | Hamilton            |
| 1986 | John Rademakers  | Canterbury Rams     |
| 1987 | Tony Smith (2)   | North Shore         |
| 1988 | Byron Vaetoe     | Auckland            |
| 1989 | Byron Vaetoe (2) | Auckland            |
| 1990 | Byron Vaetoe (3) | New Plymouth Bulls  |
| 1991 | Byron Vaetoe (4) | New Plymouth Bulls  |
| 1992 | Warwick Meehl    | Waitakere Rangers   |
| 1993 | Byron Vaetoe (5) | Hawke's Bay Hawks   |
| 1994 | Chris Tupu       | Canterbury Rams     |
| 1995 | Ralph Lattimore  | Auckland Stars      |
| 1996 | Phill Jones      | Nelson Giants       |
| 1997 | Phill Jones (2)  | Nelson Giants       |
| 1998 | Phill Jones (3)  | Nelson Giants       |
| 1999 | Kirk Penney      | North Harbour Kings |
| 2000 | Tony Brown       | Waikato Warriors    |
| 2001 | Phill Jones (4)  | Nelson Giants       |
| 2002 | Terrence Lewis   | Canterbury Rams     |
| 2003 | Lindsay Tait     | Auckland Stars      |
| 2004 | Lindsay Tait (2) | Auckland Stars      |
| 2005 | Lindsay Tait (3) | Auckland Stars      |
| 2006 | Paora Winitana   | Hawke's Bay Hawks   |
| 2007 | Hayden Allen     | Harbour Heat        |
| 2007 | Lindsay Tait (4) | Auckland Stars      |
| 2008 | Phill Jones (5)  | Nelson Giants       |
| 2009 | Phill Jones (6)  | Nelson Giants       |
| 2010 | Lindsay Tait (5) | Wellington Saints   |
| 2011 | Lindsay Tait (6) | Wellington Saints   |
| 2012 | Lindsay Tait (7) | Auckland Pirates    |
| 2013 | Lindsay Tait (8) | Wellington Saints   |
| 2014 | Corey Webster    | Wellington Saints   |
| 2015 | Lindsay Tait (9) | Wellington Saints   |

| Rok  | Zawodnik               | Narodowość        | Zespół                |
| ---- | ---------------------- | ----------------- | --------------------- |
| 1982 | Stan Hill              | Nowa Zelandia     | Auckland              |
| 1983 | Ben Anthony            | Stany Zjednoczone | Auckland              |
| 1984 | Ben Anthony (2)        | Stany Zjednoczone | Auckland              |
| 1985 | Ronnie Joyner          | Stany Zjednoczone | Ponsonby              |
| 1986 | Frank Smith            | Stany Zjednoczone | Nelson Giants         |
| 1987 | Frank Smith (2)        | Stany Zjednoczone | Nelson Giants         |
| 1988 | Kerry Boagni           | Stany Zjednoczone | Wellington Saints     |
| 1989 | Willie Burton          | Stany Zjednoczone | Palmerston North Jets |
| 1990 | Kerry Boagni (2)       | Stany Zjednoczone | Wellington Saints     |
| 1991 | Darryl Johnson         | Stany Zjednoczone | Hutt Valley Lakers    |
| 1992 | Donnell Thomas         | Stany Zjednoczone | Nelson Giants         |
| 1993 | Kerry Boagni (3)       | Stany Zjednoczone | Hawke's Bay Hawks     |
| 1994 | Darryl Johnson (2)     | Stany Zjednoczone | Nelson Giants         |
| 1995 | Kenny Stone            | Stany Zjednoczone | Auckland Stars        |
| 1996 | Ed Book                | Stany Zjednoczone | Palmerston North Jets |
| 1997 | Jim DeGraffenreid      | Stany Zjednoczone | Waikato Warriors      |
| 1998 | Pero Cameron           | Nowa Zelandia     | Auckland Rebels       |
| 1999 | Chris Ensminger        | Stany Zjednoczone | North Harbour Kings   |
| 2000 | Tony Rampton           | Nowa Zelandia     | Nelson Giants         |
| 2001 | Clifton Bush           | Stany Zjednoczone | Waikato Titans        |
| 2002 | John Whorton           | Stany Zjednoczone | Canterbury Rams       |
| 2003 | David Cooper           | Australia         | Manawatu Jets         |
| 2004 | Adrian Majstrovich     | Nowa Zelandia     | Hawke's Bay Hawks     |
| 2005 | Casey Frank            | Stany Zjednoczone | Auckland Stars        |
| 2005 | Jacob Holmes           | Australia         | Nelson Giants         |
| 2006 | Casey Frank(2)         | Nowa Zelandia     | Auckland Stars        |
| 2007 | Link Abrams            | Nowa Zelandia     | Taranaki Mountainairs |
| 2008 | Casey Frank (3)        | Nowa Zelandia     | Auckland Stars        |
| 2009 | Thomas Abercrombie     | Nowa Zelandia     | Waikato Pistons       |
| 2010 | Thomas Abercrombie (2) | Nowa Zelandia     | Waikato Pistons       |
| 2011 | Alex Pledger           | Nowa Zelandia     | Waikato Pistons       |
| 2012 | Nick Horvath           | Nowa Zelandia     | Manawatu Jets         |
| 2013 | Brian Conklin          | Stany Zjednoczone | Southland Sharks      |
| 2014 | Suleiman Braimoh       | Nigeria           | Taranaki Mountainairs |
| 2015 | Tai Wesley             | Guam              | Southland Sharks      |

|  | Oznacza zawodników, który zdobył także nagrodę Skrzydłowego Roku. |

| Rok  | Zawodnik               | Zespół                |
| ---- | ---------------------- | --------------------- |
| 1985 | Stan Hill              | Auckland              |
| 1986 | John Saker             | Wellington Saints     |
| 1987 | Glen Denham            | Waikato Warriors      |
| 1988 | Glen Denham (2)        | Waikato Warriors      |
| 1989 | Neil Stephens          | Wellington Saints     |
| 1990 | Glen Denham (3)        | Canterbury Rams       |
| 1991 | Peter Pokai            | Hutt Valley Lakers    |
| 1992 | Neil Stephens (2)      | Wellington Saints     |
| 1993 | Neil Stephens (3)      | Auckland Stars        |
| 1994 | Pero Cameron           | Auckland Stars        |
| 1995 | Pero Cameron (2)       | Auckland Stars        |
| 1996 | Pero Cameron (3)       | Auckland Stars        |
| 1997 | Willie Burton          | Hawke's Bay Hawks     |
| 1998 | Pero Cameron (4)       | Auckland Rebels       |
| 1999 | Pero Cameron (5)       | Auckland Rebels       |
| 2000 | Tony Rampton           | Nelson Giants         |
| 2001 | Terrence Lewis         | Wellington Saints     |
| 2002 | Ed Book                | Nelson Giants         |
| 2003 | Dillon Boucher         | Waikato Titans        |
| 2004 | Adrian Majstrovich     | Hawke's Bay Hawks     |
| 2005 | Mika Vukona            | Nelson Giants         |
| 2006 | Casey Frank            | Auckland Stars        |
| 2007 | Link Abrams            | Taranaki Mountainairs |
| 2008 | Casey Frank (2)        | Auckland Stars        |
| 2009 | Thomas Abercrombie     | Waikato Pistons       |
| 2010 | Thomas Abercrombie (2) | Waikato Pistons       |
| 2011 | Alex Pledger           | Waikato Pistons       |
| 2012 | Nick Horvath           | Manawatu Jets         |
| 2013 | B.J. Anthony           | OceanaGold Nuggets    |
| 2014 | Duane Bailey           | Super City Rangers    |
| 2015 | Josh Duinker           | Nelson Giants         |

|  | Oznacza lata, w których nagroda nosiła nazwę Młodego Zawodnika Roku. |

| Rok  | Zawodnik           | Zespół                |
| ---- | ------------------ | --------------------- |
| 1986 | Tony Compain       | Ponsonby              |
| 1987 | Glen Denham        | Waikato Warriors      |
| 1988 | Warren Adams       | New Plymouth Bulls    |
| 1989 | John Adie          | Auckland              |
| 1990 | Kent Mori          | Palmerston North Jets |
| 1991 | Warren Adams (2)   | Hutt Valley Lakers    |
| 1992 | Pero Cameron       | Waikato Warriors      |
| 1993 | Mark Dickel        | Otago Nuggets         |
| 1994 | Konrad Ross        | Waikato Warriors      |
| 1995 | Rob Tuilave        | Palmerston North Jets |
| 1996 | Paora Winitana     | North Harbour Vikings |
| 1997 | Brendon Polyblank  | Palmerston North Jets |
| 1998 | Kirk Penney        | North Harbour Kings   |
| 1999 | Tony Rampton       | Taranaki Oilers       |
| 2000 | Arthur Trousdell   | Canterbury Rams       |
| 2001 | Damon Rampton      | Nelson Giants         |
| 2002 | Miles Pearce       | Manawatu Jets         |
| 2003 | Adrian Majstrovich | Hawke's Bay Hawks     |
| 2004 | Luke Martin        | Manawatu Jets         |
| 2005 | Jarrod Kenny       | Harbour Heat          |
| 2006 | Shaun Tilby        | Otago Nuggets         |
| 2007 | Charlie Piho       | Auckland Stars        |
| 2008 | Tyrone Davey       | Auckland Stars        |
| 2009 | Thomas Abercrombie | Waikato Pistons       |
| 2010 | Martin Iti         | Southland Sharks      |
| 2011 | Steven Adams       | Wellington Saints     |
| 2012 | Reuben Te Rangi    | Harbour Heat          |
| 2013 | Tai Webster        | Waikato Pistons       |
| 2014 | Richie Edwards     | Canterbury Rams       |
| 2015 | Josh Duinker       | Nelson Giants         |

| Rok  | Zawodnik           | Narodowość        | Zespół              |
| ---- | ------------------ | ----------------- | ------------------- |
| 1989 | Curtis Wooten      | Nowa Zelandia     | Hawke's Bay Hawks   |
| 1990 | Matt Ruscoe        | Nowa Zelandia     | Nelson Giants       |
| 1991 | Jeff Green         | Nowa Zelandia     | Hutt Valley Lakers  |
| 1992 | Steve McKean       | Stany Zjednoczone | New Plymouth Bears  |
| 1993 | James Logan        | Nowa Zelandia     | Hawke's Bay Hawks   |
| 1994 | Trevor Wright      | Nowa Zelandia     | Nelson Giants       |
| 1995 | Tab Baldwin        | Stany Zjednoczone | Auckland Stars      |
| 1996 | Nenad Vučinić      | Nowa Zelandia     | Nelson Giants       |
| 1997 | Tab Baldwin (2)    | Stany Zjednoczone | Auckland Rebels     |
| 1998 | Nenad Vučinić (2)  | Nowa Zelandia     | Nelson Giants       |
| 1999 | Tab Baldwin (3)    | Stany Zjednoczone | Auckland Rebels     |
| 2000 | Tracy Carpenter    | Stany Zjednoczone | North Harbour Kings |
| 2001 | Nenad Vučinić (3)  | Nowa Zelandia     | Nelson Giants       |
| 2002 | John Watson        | Stany Zjednoczone | Canterbury Rams     |
| 2003 | Mike McHugh        | Australia         | Wellington Saints   |
| 2004 | Shawn Dennis       | Australia         | Hawke's Bay Hawks   |
| 2005 | Nenad Vučinić (4)  | Nowa Zelandia     | Nelson Giants       |
| 2006 | Nenad Vučinić (5)  | Nowa Zelandia     | Nelson Giants       |
| 2007 | John Dorge         | Australia         | Harbour Heat        |
| 2008 | Doug Marty         | Stany Zjednoczone | Wellington Saints   |
| 2009 | Dean Vickerman     | Australia         | Waikato Pistons     |
| 2010 | Pero Cameron       | Nowa Zelandia     | Wellington Saints   |
| 2011 | Dean Vickerman (2) | Australia         | Waikato Pistons     |
| 2012 | Paul Henare        | Nowa Zelandia     | Hawke's Bay Hawks   |
| 2013 | Paul Henare (2)    | Nowa Zelandia     | Southland Sharks    |
| 2014 | Tab Baldwin (4)    | Nowa Zelandia     | Hawke's Bay Hawks   |
| 2015 | Paul Henare (3)    | Nowa Zelandia     | Southland Sharks    |

## Wyróżnienia
I skład NBL
| Sezon | I piątka NBL          | I piątka NBL          |
| Sezon | Zawodnicy             | Zespoły               |
| ----- | --------------------- | --------------------- |
| 1982  | B. Brumit             | Waitemata             |
| 1982  | Stan Hill             | Auckland              |
| 1982  | James Lofton          | Porirua               |
| 1982  | Jack Maere            | Auckland              |
| 1982  | Brent Wright          | Nelson Giants         |
| 1983  | Ben Anthony           | Auckland              |
| 1983  | Thomas DeMarcus       | Napier Sunhawks       |
| 1983  | Stan Hill (2)         | Auckland              |
| 1983  | Clyde Huntley         | Canterbury Rams       |
| 1983  | Kenny McFadden        | Wellington Saints     |
| 1984  | Ben Anthony (2)       | Auckland              |
| 1984  | Clyde Huntley (2)     | Canterbury Rams       |
| 1984  | Z. Jones              | Hamilton              |
| 1984  | Kenny McFadden (2)    | Wellington Saints     |
| 1984  | Jacque Tuz            | Nelson Giants         |
| 1985  | Tyrone Brown          | Palmerston North Jets |
| 1985  | Willie Burton         | Palmerston North Jets |
| 1985  | Stan Hill (3)         | Auckland              |
| 1985  | Ronnie Joyner         | Ponsonby              |
| 1985  | Kenny McFadden (3)    | Wellington Saints     |
| 1986  | Clyde Huntley (3)     | Canterbury Rams       |
| 1986  | O. Johnson            | Wellington Saints     |
| 1986  | Ronnie Joyner (2)     | Ponsonby              |
| 1986  | Frank Smith           | Nelson Giants         |
| 1986  | Tony Webster          | North Shore           |
| 1987  | Willie Burton (2)     | Hawke's Bay Hawks     |
| 1987  | K. Colbert            | Auckland              |
| 1987  | Clyde Huntley (4)     | Canterbury Rams       |
| 1987  | Frank Smith (2)       | Nelson Giants         |
| 1987  | Tony Webster (2)      | North Shore           |
| 1988  | Kerry Boagni          | Wellington Saints     |
| 1988  | Willie Burton (3)     | Hawke's Bay Hawks     |
| 1988  | Carl Golston          | Waikato Warriors      |
| 1988  | Kenny McFadden (4)    | Wellington Saints     |
| 1988  | John Welch            | Waitemata             |
| 1989  | Tyrone Brown (2)      | Palmerston North Jets |
| 1989  | Willie Burton (4)     | Palmerston North Jets |
| 1989  | Jamie Dixon           | Hawke's Bay Hawks     |
| 1989  | Neil Stephens         | Wellington Saints     |
| 1989  | Byron Vaetoe          | Auckland              |
| 1990  | Kerry Boagni (2)      | Wellington Saints     |
| 1990  | Willie Burton (5)     | Palmerston North Jets |
| 1990  | Jamie Dixon (2)       | Hawke's Bay Hawks     |
| 1990  | Kenny Stone           | Nelson Giants         |
| 1990  | Nenad Vučinić         | Nelson Giants         |
| 1991  | Eddie Anderson        | Canterbury Rams       |
| 1991  | Kerry Boagni (3)      | Wellington Saints     |
| 1991  | Tony Brown            | Hutt Valley Lakers    |
| 1991  | Willie Burton (6)     | New Plymouth Bulls    |
| 1991  | Darryl Johnson        | Hutt Valley Lakers    |
| 1992  | Tony Brown (2)        | Hutt Valley Lakers    |
| 1992  | Tyrone Brown (3)      | New Plymouth Bulls    |
| 1992  | Willie Burton (7)     | New Plymouth Bears    |
| 1992  | DeWayne McCray        | Palmerston North Jets |
| 1992  | Donnell Thomas        | Nelson Giants         |
| 1993  | Kerry Boagni (4)      | Hawke's Bay Hawks     |
| 1993  | Willie Burton (8)     | New Plymouth Bears    |
| 1993  | Terry Giles           | Hawke's Bay Hawks     |
| 1993  | Terrence Lewis        | Wellington Saints     |
| 1993  | Neil Stephens (2)     | Auckland Stars        |
| 1994  | G: Leonard King       | Otago Nuggets         |
| 1994  | G: Tony Brown (3)     | Palmerston North Jets |
| 1994  | F: Darryl Johnson (2) | Nelson Giants         |
| 1994  | F: DeWayne McCray (2) | Hutt Valley Lakers    |
| 1994  | C: Pero Cameron       | Auckland Stars        |
| 1995  | G: Leonard King (2)   | Otago Nuggets         |
| 1995  | G: Dylan Rigdon       | Palmerston North Jets |
| 1995  | F: Darryl Johnson (3) | Hawke's Bay Hawks     |
| 1995  | F: Kenny Stone        | Auckland Stars        |
| 1995  | C: Pero Cameron (2)   | Auckland Stars        |
| 1996  | G: Tony Bennett       | North Harbour Vikings |
| 1996  | G: Phill Jones        | Nelson Giants         |
| 1996  | F: Darryl Johnson (4) | Hutt Valley Lakers    |
| 1996  | F: Pero Cameron (3)   | Auckland Stars        |
| 1996  | C: Ed Book            | Palmerston North Jets |
| 1997  | G: Tony Bennett (2)   | North Harbour Vikings |
| 1997  | G: Adrian Boyd        | Auckland Rebels       |
| 1997  | F: Jim DeGraffenreid  | Waikato Warriors      |
| 1997  | F: Kenny Stone (2)    | Auckland Rebels       |
| 1997  | C: Pero Cameron (4)   | Auckland Rebels       |
| 1998  | G: Joe Wyatt          | Nelson Giants         |
| 1998  | G: Phill Jones (2)    | Nelson Giants         |
| 1998  | F: Darryl Johnson (5) | Wellington Saints     |
| 1998  | F: DeWayne McCray (3) | Wellington Saints     |
| 1998  | C: Pero Cameron (5)   | Auckland Rebels       |
| 1999  | G: Terrence Lewis (2) | Wellington Saints     |
| 1999  | G: Phill Jones (3)    | Otago Nuggets         |
| 1999  | F: Scott Benson       | Auckland Rebels       |
| 1999  | F: Pero Cameron (6)   | Auckland Rebels       |
| 1999  | C: Chris Ensminger    | North Harbour Kings   |

| Sezon | I piątka NBL              | I piątka NBL          |
| Sezon | Zawodnicy                 | Zespoły               |
| ----- | ------------------------- | --------------------- |
| 2000  | G: Tony Brown (4)         | Waikato Warriors      |
| 2000  | G: Terrence Lewis (3)     | Wellington Saints     |
| 2000  | F: Purnell Perry          | North Harbour Kings   |
| 2000  | F: James Hamilton         | Nelson Giants         |
| 2000  | C: Tony Rampton           | Nelson Giants         |
| 2001  | G: Hayden Allen           | Otago Nuggets         |
| 2001  | G: Phill Jones (4)        | Nelson Giants         |
| 2001  | F: Clifton Bush           | Waikato Titans        |
| 2001  | F: Brian Gomes            | North Harbour Kings   |
| 2001  | C: Pero Cameron (7)       | Waikato Titans        |
| 2002  | G: Mark Dickel            | Wellington Saints     |
| 2002  | G: Terrence Lewis (4)     | Canterbury Rams       |
| 2002  | F: Dillon Boucher         | Waikato Titans        |
| 2002  | F: John Whorton           | Canterbury Rams       |
| 2002  | C: Ed Book (2)            | Nelson Giants         |
| 2003  | G: Paul Henare            | Hawke's Bay Hawks     |
| 2003  | G: Lindsay Tait           | Auckland Stars        |
| 2003  | F: Dillon Boucher (2)     | Waikato Titans        |
| 2003  | F: Link Abrams            | Taranaki Mountainairs |
| 2003  | C: David Cooper           | Manawatu Jets         |
| 2004  | G: Willie Banks           | Taranaki Mountainairs |
| 2004  | G: Lindsay Tait (2)       | Auckland Stars        |
| 2004  | F: Adrian Majstrovich     | Hawke's Bay Hawks     |
| 2004  | F: Ben Knight             | Wellington Saints     |
| 2004  | C: Geordie Cullen         | Waikato Titans        |
| 2005  | G: Paul Henare (2)        | Hawke's Bay Hawks     |
| 2005  | G: Lindsay Tait (3)       | Auckland Stars        |
| 2005  | F: Greg Lewis             | Waikato Titans        |
| 2005  | F: Jacob Holmes           | Nelson Giants         |
| 2005  | C: Casey Frank            | Auckland Stars        |
| 2006  | G: Lindsay Tait (4)       | Auckland Stars        |
| 2006  | G: Paora Winitana         | Hawke's Bay Hawks     |
| 2006  | F: Josh Pace              | Nelson Giants         |
| 2006  | F: Casey Frank (2)        | Auckland Stars        |
| 2006  | C: Nick Horvath           | Wellington Saints     |
| 2007  | G: Lindsay Tait (5)       | Auckland Stars        |
| 2007  | G: Josh Pace (2)          | Nelson Giants         |
| 2007  | F: Dillon Boucher (3)     | Auckland Stars        |
| 2007  | F: Oscar Forman           | Harbour Heat          |
| 2007  | C: Link Abrams            | Taranaki Mountainairs |
| 2008  | G: Jason Crowe            | Waikato Pistons       |
| 2008  | G: Brian Wethers          | Waikato Pistons       |
| 2008  | F: Ernest Scott           | Wellington Saints     |
| 2008  | F: Casey Frank (3)        | Auckland Stars        |
| 2008  | C: Nick Horvath (2)       | Wellington Saints     |
| 2009  | G: Mike Efevberha         | Wellington Saints     |
| 2009  | G: Phill Jones (5)        | Nelson Giants         |
| 2009  | F: Thomas Abercrombie     | Waikato Pistons       |
| 2009  | F: Adam Ballinger         | Waikato Pistons       |
| 2009  | C: Tim Behrendorff        | Christchurch Cougars  |
| 2010  | G: Lindsay Tait (6)       | Wellington Saints     |
| 2010  | G: Eric Devendorf         | Wellington Saints     |
| 2010  | F: René Rougeau           | Southland Sharks      |
| 2010  | F: Thomas Abercrombie (2) | Waikato Pistons       |
| 2010  | C: Mika Vukona            | Nelson Giants         |
| 2011  | G: Lindsay Tait (7)       | Wellington Saints     |
| 2011  | G: Jason Crowe (2)        | Waikato Pistons       |
| 2011  | F: Thomas Abercrombie (3) | Waikato Pistons       |
| 2011  | F: Mika Vukona (2)        | Nelson Giants         |
| 2011  | C: Alex Pledger           | Waikato Pistons       |
| 2012  | G: Lindsay Tait (8)       | Auckland Pirates      |
| 2012  | G: Paora Winitana (2)     | Hawke's Bay Hawks     |
| 2012  | F: Josh Pace (3)          | Manawatu Jets         |
| 2012  | F: Antoine Tisby          | OceanaGold Nuggets    |
| 2012  | C: Nick Horvath (3)       | Manawatu Jets         |
| 2013  | G: Lindsay Tait (9)       | Wellington Saints     |
| 2013  | G: Josh Pace (4)          | Nelson Giants         |
| 2013  | F: B. J. Anthony          | OceanaGold Nuggets    |
| 2013  | F: Brian Conklin          | Southland Sharks      |
| 2013  | C: Nick Horvath (4)       | Manawatu Jets         |
| 2014  | G: Jason Cadee            | Super City Rangers    |
| 2014  | G: Corey Webster          | Wellington Saints     |
| 2014  | F: Dustin Scott           | Hawke's Bay Hawks     |
| 2014  | F: Suleiman Braimoh       | Taranaki Mountainairs |
| 2014  | C: Jamal Boykin           | Nelson Giants         |
| 2015  | G: McKenzie Moore         | Nelson Giants         |
| 2015  | G: Torrey Craig           | Wellington Saints     |
| 2015  | F: Todd Blanchfield       | Southland Sharks      |
| 2015  | F: Tai Wesley             | Southland Sharks      |
| 2015  | C: Aaron Fuller           | Taranaki Mountainairs |

## Liderzy statystyczni
|  | Oznacza zawodnika, który został także liderem ligi w zbiórkach. |
|  | Oznacza zawodnika, który został także liderem ligi w asystach.  |

| Rok  | Zawodnik           | Nar.              | Zespół                | Śr.  |
| ---- | ------------------ | ----------------- | --------------------- | ---- |
| 1982 | Stan Hill          | Nowa Zelandia     | Auckland              |      |
| 1983 | Kenny McFadden     | Stany Zjednoczone | Wellington Saints     |      |
| 1984 | Kenny McFadden (2) | Stany Zjednoczone | Wellington Saints     |      |
| 1985 | Ronnie Joyner      | Stany Zjednoczone | Ponsonby              | 52,6 |
| 1986 | Ronnie Joyner (2)  | Stany Zjednoczone | Ponsonby              | 44,8 |
| 1987 | Ronnie Joyner (3)  | Stany Zjednoczone | Ponsonby              | 41,4 |
| 1988 | Tony Webster       | Stany Zjednoczone | North Shore           |      |
| 1989 | Jamie Dixon        | Stany Zjednoczone | Hawke's Bay Hawks     |      |
| 1990 | Jamie Dixon (2)    | Stany Zjednoczone | Hawke's Bay Hawks     |      |
| 1991 | Ronnie Joyner (4)  | Stany Zjednoczone | Waikato Warriors      | 34,8 |
| 1992 | Kerry Boagni       | Stany Zjednoczone | Wellington Saints     |      |
| 1993 | Kerry Boagni (2)   | Stany Zjednoczone | Hawke's Bay Hawks     |      |
| 1994 | DeWayne McCray     | Stany Zjednoczone | Hutt Valley Lakers    |      |
| 1995 | Dylan Rigdon       | Stany Zjednoczone | Palmerston North Jets |      |
| 1996 | Ed Book            | Stany Zjednoczone | Palmerston North Jets | 33,3 |
| 1997 | Jim DeGraffenreid  | Stany Zjednoczone | Waikato Warriors      |      |
| 1998 | Ronnie Joyner (5)  | Stany Zjednoczone | Northland Suns        | 31,1 |
| 1999 | Terrence Lewis     | Stany Zjednoczone | Wellington Saints     | 34   |
| 2000 | Troy Coleman       | Stany Zjednoczone | Hawke's Bay Hawks     | 29,1 |
| 2001 | Clifton Bush       | Stany Zjednoczone | Waikato Titans        | 27,4 |
| 2002 | Ron Grady          | Stany Zjednoczone | Otago Nuggets         | 25,1 |
| 2003 | John Whorton       | Stany Zjednoczone | Canterbury Rams       | 29,3 |
| 2004 | Geordie Cullen     | Australia         | Waikato Titans        | 23,7 |
| 2005 | Greg Lewis         | Stany Zjednoczone | Waikato Titans        | 22,1 |
| 2006 | Dennis Trammell    | Stany Zjednoczone | Canterbury Rams       | 25,6 |
| 2007 | Garry Hill-Thomas  | Stany Zjednoczone | Taranaki Mountainairs | 26,2 |
| 2008 | Brian Wethers      | Stany Zjednoczone | Waikato Pistons       | 27,6 |
| 2009 | Mike Efevberha     | Stany Zjednoczone | Wellington Saints     | 27,8 |
| 2010 | Eric Devendorf     | Stany Zjednoczone | Wellington Saints     | 25,6 |
| 2011 | Jack Leasure       | Stany Zjednoczone | Taranaki Mountainairs | 22,9 |
| 2012 | Josh Pace          | Stany Zjednoczone | Manawatu Jets         | 23   |
| 2013 | Josh Pace (2)      | Stany Zjednoczone | Nelson Giants         | 22,9 |
| 2014 | Jason Cadee        | Australia         | Super City Rangers    | 26,7 |
| 2015 | Aaron Fuller       | Stany Zjednoczone | Taranaki Mountainairs | 28,4 |

|  | Oznacza zawodnika, który został także liderem strzelców ligi. |

| Rok  | Zawodnik          | Nar.              | Zespół                | Śr. zb. |
| ---- | ----------------- | ----------------- | --------------------- | ------- |
| 1982 | James Lofton      | Nowa Zelandia     | Porirua               |         |
| 1983 | Robbie Robinson   | Nowa Zelandia     | Napier Sunhawks       |         |
| 1984 | Mark Davis        | Stany Zjednoczone | Hamilton              |         |
| 1985 | Willie Burton     | Stany Zjednoczone | Palmerston North Jets | 16,1    |
| 1986 | Frank Smith       | Stany Zjednoczone | Nelson Giants         |         |
| 1987 | Willie Burton (2) | Stany Zjednoczone | Hawke's Bay Hawks     | 14,9    |
| 1988 | John Martens      | Stany Zjednoczone | Waitemata             |         |
| 1989 | Willie Burton (3) | Stany Zjednoczone | Palmerston North Jets | 13,6    |
| 1990 | Willie Burton (4) | Stany Zjednoczone | Palmerston North Jets | 14,5    |
| 1991 | Willie Burton (5) | Stany Zjednoczone | New Plymouth Bulls    | 13,6    |
| 1992 | Joe Turner        | Stany Zjednoczone | Waitakere Rangers     |         |
| 1993 | Pero Cameron      | Nowa Zelandia     | Waikato Warriors      | 12,3    |
| 1994 | Willie Burton (6) | Stany Zjednoczone | Hawke's Bay Hawks     | 13,5    |
| 1995 | Jeff Smith        | Kanada            | Northland Suns        |         |
| 1996 | Jeff Daniels      | Stany Zjednoczone | North Harbour Vikings |         |
| 1997 | Daryn Shaw        | Nowa Zelandia     | Taranaki Bears        |         |
| 1998 | Robert Wilson     | Kanada            | Hawke's Bay Hawks     |         |
| 1999 | Chris Ensminger   | Stany Zjednoczone | North Harbour Kings   |         |
| 2000 | Tony Rampton      | Nowa Zelandia     | Nelson Giants         | 14,6    |
| 2001 | Brian Gomes       | Stany Zjednoczone | North Harbour Kings   | 14,4    |
| 2002 | John Whorton      | Stany Zjednoczone | Canterbury Rams       | 13,4    |
| 2003 | John Whorton (2)  | Stany Zjednoczone | Canterbury Rams       | 16,5    |
| 2004 | David Cooper      | Australia         | Manawatu Jets         | 11,7    |
| 2005 | David Cooper (2)  | Australia         | Manawatu Jets         | 11,5    |
| 2006 | Miles Pearce      | Nowa Zelandia     | Otago Nuggets         | 11,9    |
| 2007 | Link Abrams       | Nowa Zelandia     | Taranaki Mountainairs | 11,5    |
| 2008 | Antoine Tisby     | Stany Zjednoczone | Otago Nuggets         | 10,8    |
| 2009 | Jamil Terrell     | Stany Zjednoczone | Manawatu Jets         | 10,3    |
| 2010 | Alex Pledger      | Nowa Zelandia     | Waikato Pistons       | 12,6    |
| 2011 | Nick Horvath      | Nowa Zelandia     | Manawatu Jets         | 11,7    |
| 2012 | Nick Horvath (2)  | Nowa Zelandia     | Manawatu Jets         | 15,8    |
| 2013 | Zack Atkinson     | Stany Zjednoczone | Waikato Pistons       | 14,6    |
| 2014 | Nick Horvath (3)  | Nowa Zelandia     | Manawatu Jets         | 15,9    |
| 2015 | Jeremiah Trueman  | Nowa Zelandia     | Manawatu Jets         | 12,4    |

### Asysty
|  | Oznacza zawodnika, który został także liderem strzelców ligi. |

| Rok   | Zawodnik           | Nar.              | Zespół                | Śr. as. |
| ----- | ------------------ | ----------------- | --------------------- | ------- |
| 1984  | Clyde Huntley      | Stany Zjednoczone | Canterbury Rams       |         |
| 1985  | Kenny McFadden     | Stany Zjednoczone | Wellington Saints     |         |
| 1986  | Tony Webster       | Stany Zjednoczone | North Shore           |         |
| 1987  | Kenny McFadden (2) | Stany Zjednoczone | Wellington Saints     |         |
| 1988] | Carl Golston       | Stany Zjednoczone | Waikato Warriors      |         |
| 1989  | Jamie Dixon        | Stany Zjednoczone | Hawke's Bay Hawks     |         |
| 1990  | Chris Harper       | Stany Zjednoczone | New Plymouth Bulls    |         |
| 1991  | Kenny McFadden (3) | Stany Zjednoczone | Wellington Saints     |         |
| 1992  | Tyrone Brown       | Stany Zjednoczone | New Plymouth Bears    |         |
| 1993  | Terry Giles        | Stany Zjednoczone | Hawke's Bay Hawks     |         |
| 1994  | Wayman Strickland  | Stany Zjednoczone | North Harbour Vikings |         |
| 1995  | Tony Brown         | Stany Zjednoczone | Hutt Valley Lakers    |         |
| 1996  | Scott Stewart      | Stany Zjednoczone | Canterbury Rams       |         |
| 1997  | Mike Foster        | Stany Zjednoczone | Northland Suns        | 7,8     |
| 1998  | Mark Dickel        | Nowa Zelandia     | Wellington Saints     | 8,7     |
| 1999  | Willie Burton      | Nowa Zelandia     | Palmerston North Jets | 5,6     |
| 2000  | Shaun McCreedy     | Nowa Zelandia     | Hawke's Bay Hawks     | 5,5     |
| 2001  | Paul Henare        | Nowa Zelandia     | Auckland Stars        | 5,1     |
| 2002  | Carlo Varricchio   | Nowa Zelandia     | Canterbury Rams       | 5,3     |
| 2003  | George Le'afa      | Nowa Zelandia     | Wellington Saints     | 6,2     |
| 2004  | Paul Henare (2)    | Nowa Zelandia     | Hawke's Bay Hawks     | 5,2     |
| 2005  | Paul Henare (3)    | Nowa Zelandia     | Hawke's Bay Hawks     | 6,7     |
| 2006  | Brad Davidson      | Australia         | Manawatu Jets         | 4,8     |
| 2007  | Paul Henare (4)    | Nowa Zelandia     | Hawke's Bay Hawks     | 6,4     |
| 2008  | Jason Crowe        | Stany Zjednoczone | Waikato Pistons       | 8,3     |
| 2009  | Paul Henare (5)    | Nowa Zelandia     | Christchurch Cougars  | 6,5     |
| 2010  | Lindsay Tait       | Nowa Zelandia     | Wellington Saints     | 7,1     |
| 2011  | Jason Crowe (2)    | Stany Zjednoczone | Waikato Pistons       | 7,2     |
| 2012  | Jason Crowe (3)    | Stany Zjednoczone | Wellington Saints     | 8,7     |
| 2013  | Lindsay Tait (2)   | Nowa Zelandia     | Wellington Saints     | 8,1     |
| 2014  | Mark Dickel (2)    | Nowa Zelandia     | OceanaGold Nuggets    | 9,1     |
| 2015  | Lindsay Tait (3)   | Nowa Zelandia     | Wellington Saints     | 8,9     |